# Nelli Cooman
Cornelli Antoinette Hariette Fiere-Cooman, detta Nelli (Paramaribo, 6 giugno 1964), è un'ex velocista olandese, di origine surinamese.
È stata due volte campionessa mondiale indoor e sei volte campionessa europea indoor dei 60 metri piani.

## Record nazionali

### Seniores
- 50 metri piani indoor: 6"19 ( Ottawa, 31 gennaio 1987)
- 60 metri piani indoor: 7"00 ( Madrid, 23 febbraio 1986)
- 100 metri piani: 11"08 ( Stoccarda, 27 agosto 1986)

## Palmarès
| Anno | Manifestazione  | Sede         | Evento      | Risultato        | Prestazione | Note                  |
| ---- | --------------- | ------------ | ----------- | ---------------- | ----------- | --------------------- |
| 1984 | Europei indoor  | Göteborg     | 60 m piani  | Bronzo           | 7"23        |                       |
| 1985 | Europei indoor  | Pireo        | 60 m piani  | Oro              | 7"10        |                       |
| 1986 | Europei indoor  | Madrid       | 60 m piani  | Oro              | 7"00        | Record mondiale       |
| 1986 | Europei         | Stoccarda    | 100 m piani | Bronzo           | 11"08       | Record nazionale      |
| 1987 | Europei indoor  | Liévin       | 60 m piani  | Oro              | 7"01        |                       |
| 1987 | Mondiali indoor | Indianapolis | 60 m piani  | Oro              | 7"08        | Record dei campionati |
| 1987 | Mondiali        | Roma         | 100 m piani | Semifinale       | 11"21       |                       |
| 1988 | Europei indoor  | Budapest     | 60 m piani  | Oro              | 7"04        |                       |
| 1988 | Giochi olimpici | Seul         | 100 m piani | Semifinale       | 11"13       |                       |
| 1988 | Giochi olimpici | Seul         | 4×100 m     | Semifinale       | 43"48       |                       |
| 1989 | Europei indoor  | L'Aia        | 60 m piani  | Oro              | 7"15        |                       |
| 1989 | Mondiali indoor | Budapest     | 60 m piani  | Oro              | 7"05        | Record dei campionati |
| 1990 | Europei indoor  | Glasgow      | 60 m piani  | Bronzo           | 7"14        |                       |
| 1992 | Giochi olimpici | Barcellona   | 100 m piani | Quarti di finale | 11"55       |                       |
| 1993 | Mondiali indoor | Toronto      | 60 m piani  | 7ª               | 7"29        |                       |
| 1994 | Europei indoor  | Parigi       | 60 m piani  | Oro              | 7"17        |                       |
| 1994 | Europei         | Helsinki     | 100 m piani | 5ª               | 11"40       |                       |
| 1995 | Mondiali indoor | Barcellona   | 60 m piani  | 6ª               | 7"17        |                       |